# Centro Arqueolóxico San Roque
El Centro Arqueológico de San Roque es un museo ubicado en la ciudad de Lugo, que muestra in situ los restos de una necrópolis de la antigua Roma.

## Descripción
El Centro Arqueológico está situado en la calle Emilia Pardo Bazán, junto a la Muralla Romana y la Ermita de San Roque. En él se pueden ver in situ los restos de un antiguo cementerio romano utilizado entre los siglos I y V. En el centro se encuentran, además de la necrópolis, los restos de un horno dedicado a la producción de cerámica y una piscina ritual relacionada con cultos orientales.